# Sonae Indústria
Sonae Indústria — португальский производитель продукции деревообработки, один из лидеров на мировом рынке. Заводы компании расположены в 12 странах мира, на трёх континентах.

## История
Компания Sonae основана в 1959 году. В начале она занималась производством пластиков, а с 1971 года в результате приобретения 50% акций португальской компании Novopan стартовало производство ламинированных ДСП. За последующие десятилетие было налажено производство различных смол. В 1984 году был приобретён ещё один производитель плит ДСП — Agloma, благодаря чему компания становится крупнейшим в стране участником этого рынка. Позже Sonae покупает ещё две португальские и одну ирландскую компанию.
В 1990 году начинается выпуск плит МДФ. В 1993 году после приобретения испанской Tafisa компания становится крупнейшим производителем древесных плит на Пиренейском полуострове. В конце 1990-х годов компания увеличивает мощности по выпуску плит МДФ и ДСП на заводах в Португалии, Бразилии, Великобритании, Канаде, Испании, а также Южной Африке.
После приобретения 85% акций немецкого концерна Glunz, которому также принадлежала французская Isoroy, было усилено присутствие компании на европейском рынке, а также начато производство плит ОСБ и фанеры. По состоянию на 2006 год, оборот подразделения по производству техдревесины составил €1,7 млрд, что позволило ему войти в тройку крупнейших производителей плит МДФ в мире.